# 자랑스러운 부산시민상
자랑스러운 부산시민상은  1985년부터 부산광역시가 시정발전, 사회복지 증진, 사회도의 앙양 등 지역사회 발전을 위해 헌신 봉사하거나, 각종 재난·재해사고 발생 때 투철한 희생정신을 발휘한 시민을 발굴해 사회의 귀감으로 삼고자 제정하였다.

## 시상분야
- 애향부문
- 봉사부문
- 희생부문
- 기타 부산을 빛낸 올해의 인물 등

## 연혁
부산광역시와 MBC부산문화방송이 공동으로 수여하는 '자랑스러운 시민상'은 1985년 제1회 시상을 시작으로 1989년까지 희생, 봉사, 독행, 애향 등 4개 부문별 본상, 장려를 시상하였다. 1990년에는 근로부분을 추가하여 희생, 봉사, 독행, 애향, 근로 등 5개 부문이 되었다. 1993년부터는 대상을 추가하고 희생, 봉사 애향 3개 부문으로 축소하여 시상하고 있으며 1996년부터는 부산문화방송(주)와 공동으로 시상하고 있다.
시상기준은 3년 이상 부산 거주자로, 애향부문은 건전 시민정신 함양과 향토애 결집에 공헌한 자, 봉사부문은 공공의 안녕과 복리증진에 기여한 자, 희생부문은 위기의 상황에서 타인을 구출한 자, 의로운 일을 해낸 용감한 시민 등이다.
수상자에게는 상패와 부상이 수여되며, 부상으로는 시상금 본상 2백만원, 장려 1백만원을 지급하여 오다가 1993년부터는 대상 5백만원, 본상 3백만원, 장려 1백만원을 지급하였다. 이후 1997년부터는 시상금을 대상 5백만원, 본상 3백만원, 장려 2백만원으로 조정하여 지급하다가, 2005년부터는 「공직선거법」의 제정으로 인하여 시상금은 지급하지 않는다. 시상식은 매년 시민의 날에 열린다.

## 역대 수상자
1980년대 시민상 제정 이전
- 1974년

부산시 선한시민상 장기려
1980년대
- 1985년

희생 본상 한춘자, 봉사 본상 이상헌, 독행 장려 박태용
- 1986년

봉사 본상 김영환, 봉사 장려 홍금봉, 희생 본상 故노영일, 독행 본상 오창은, 독행 장려 정봉환
- 1987년

봉사 본상 임종욱, 희생 본상 권춘자, 독행 본상 김종철
- 1988년

봉사 본상 이원우, 봉사 장려 허영자, 희생 본상 조춘자, 희생 장려 오창권, 독행 본상 김재근, 애향 장려 조순원
- 1989년

봉사 본상 임온전, 봉사 장려 김소웅, 희생 본상 이무순, 애향 장려 방해수, 독행 장려 조태운
1990년대
- 1990년

봉사 본상 김연숙, 봉사 장려 이상원, 애향 본상 조평래, 애향 장려 오인숙, 독행 본상 김신우, 독행 장려 이호연, 근로 본상 윤정석, 근로 장려 허철식, 희생 본상 신대우
- 1991년

희생 본상 故윤병진, 희생 장려 故김영웅, 봉사 본상 이용, 봉사 장려 서옥원, 독행 본상 양진모, 독행 장려 박창묵, 애향 본상 문철환, 애향 장려 복진영, 근로 장려 최재순, 근로 장려 서정수
- 1992년

봉사 본상 조정호, 봉사 장려 박숙자, 독행 본상 김희숙, 애향 본상 최성준, 희생 장려 홍순자
- 1993년

대상 김옥희, 봉사 본상 정병호, 봉사 장려 김무진, 희생 본상 신성식, 희생 장려 김희진, 애향 장려 변효근
- 1994년

애향 본상 조종묵, 애향 장려 문정숙, 봉사 본상 김매자, 봉사 장려 정추자, 희생 본상 권경엽
- 1995년

대상 구만섭, 애향 본상 조순아, 애향 장려 배명창, 봉사 본상 김용이, 봉사 장려 김애련, 희생 본상 석도제, 희생 장려 하수아
- 1996년

대상 강처녀, 애향 본상 성정화, 애향 장려 장영태, 봉사 본상 박경화, 봉사 장려 이혜미자
- 1997년

대상 배완수, 희생 본상 故임종호, 희생 본상 서윤갑, 희생 장려 박선해, 애향 본상 오석근, 애향 장려 유민남, 봉사 본상 고일수
- 1998년

대상 김양자, 희생 본상 故김갑용, 희생 장려 최용덕, 희생 장려 김순희, 애향 본상 윤분애, 애향 장려 태덕수, 봉사 본상 김종득, 봉사 장려 변재희
- 1999년

대상 박수관, 희생 본상 故강동한, 희생 장려 장상호, 애향 본상 김부돌, 애향 장려 김두용, 봉사 본상 백현식, 봉사 장려 정정애
2000년대
- 2000년

대상 문장원, 희생 본상 박상근, 희생 장려 이순선, 애향 본상 김찬승, 애향 장려 박숙자, 봉사 본상 백형문, 봉사 장려 김기곤
- 2001년

대상 故이수현, 희생 본상 이혜윤, 희생 장려 임명희, 애향 본상 이태우, 애향 장려 김인덕, 봉사 본상 문금조, 봉사 장려 박기백
- 2002년

대상 조용호, 희생 본상 김효수, 희생 장려 강치영, 애향 본상 박민기, 애향 장려 유옥주, 봉사 본상 임수남, 봉사 장려 권오삼
- 2003년

대상 임채호, 희생 본상 조용진, 희생 장려 서유연, 애향 본상 정분옥, 애향 장려 이승렬, 봉사 본상 이갑종, 봉사 장려 전경자
육군중사 이대영('웃음체조' 개발한 관심병사 교육 교관)
- 2004년

대상 신태형, 희생 본상 김영옥, 애향 장려 이선희, 봉사 본상 유숙명, 봉사 장려 안기형
- 2005년

대상 박희두, 희생 본상 故추대성, 애향 본상 조점동, 애향 장려 배만호, 봉사 본상 유경자, 봉사 장려 백동진
- 2006년

대상 최해군, 희생 본상 이영한, 애향 본상 김부자, 애향 장려 온만수, 봉사 본상 이성만, 봉사 장려 강병령
- 2007년

대상 우병택, 희생 본상 윤정용, 애향 본상 조병섭, 애향 장려 조준, 봉사 본상 김이두, 봉사 장려 김차남
- 2008년

대상 홍순박, 애향 본상 김정자, 봉사 본상 김서민, 봉사 장려 전병선, 봉사 장려 안임자
- 2009년

대상 김윤환, 희생 본상 김기환, 희생 장려 이문식, 희생 장려 김형기, 희생 장려 서주영, 희생 장려 조용이, 희생 장려 백종석, 희생 장려 복창석, 애향 본상 신화남, 애향 장려 최낙용, 봉사 본상 김삼생, 봉사 장려 김호상
2010년대
- 2010년

대상 김두임, 희생 장려 김민경, 희생 장려 임현지, 애향 본상 김수군, 애향 장려 김기재, 봉사 본상 김기태, 봉사 장려 이상규
- 2011년

대상 전광수, 희생 본상 석해균, 애향 본상 김명옥, 봉사 본상 김백영, 봉사 장려 김영식, 봉사 장려 박말름
- 2012년

대상 신정택, 애향 본상 김병현, 애향 장려 여영진, 봉사 본상 장석준, 봉사 장려 최상수, 희생 본상 故)김영식, 희생 장려 김현철
- 2013년

대상 도종이, 애향 본상 하선규, 애향 장려 김현진, 애향 장려 김선오, 봉사 본상 박희채, 봉사 장려 강정칠, 봉사 장려 배금향
- 2014년

대상 김종암, 애향본상 김순례, 애향장려 김필곤, 봉사본상 윤종경, 봉사장려 서용기, 봉사장려 박정순, 희생본상 김명식
- 2015년

대상 백옥자, 애향본상 이근철, 애향장려 이수재, 봉사본상 박진관, 봉사장려 주종기
- 2016년

대상 서성철, 애향 본상 이영호, 애향 장려 정수식․이한식, 봉사 본상 김상호, 희생 본상 조용원, 희생 장려 김재수
- 2017년

대상 이덕행, 애향 본상 백문기, 봉사 본상 강충걸, 봉사 장려 김성식·오길전
- 2018년

대상 김희성, 애향 본상 이영재 · 장려 하승무, 봉사 본상 차미화 · 장려 박경환·임무홍, 희생 공동장려 오원탁·이예진
- 2019년

대상 강동석, 애향 본상 박용순 · 장려 이명배, 봉사 본상 김종남·장려 최중열·장홍숙, 희생 공동본상 정해림·박시은·신인경·정해정·이예림
2020년대
- 2020년

대상 유정록, 애향 본상 조미자 · 장려 고주복, 봉사 본상 김규분 · 장려 고숙자·김은비, 희생 본상 허정훈
- 2021년

대상 故김희로, 애향 본상 강의구 · 장려 장경준, 봉사 본상 이정화 · 장려 김수환, 희생 본상 김문하·장려 정규석
- 2022년

대상 양재생, 애향 본상 문헌관 · 장려 김종갑, 봉사 본상 박종건 · 박정희, 희생 장려 박희술
- 2023년

대상 이희숙, 애향 본상 강인중 · 장려 이진수, 봉사 본상 김무성 · 장려 손기찬, 희생 본상 박찬일 · 장려 서진욱